# Adalbert Melichar

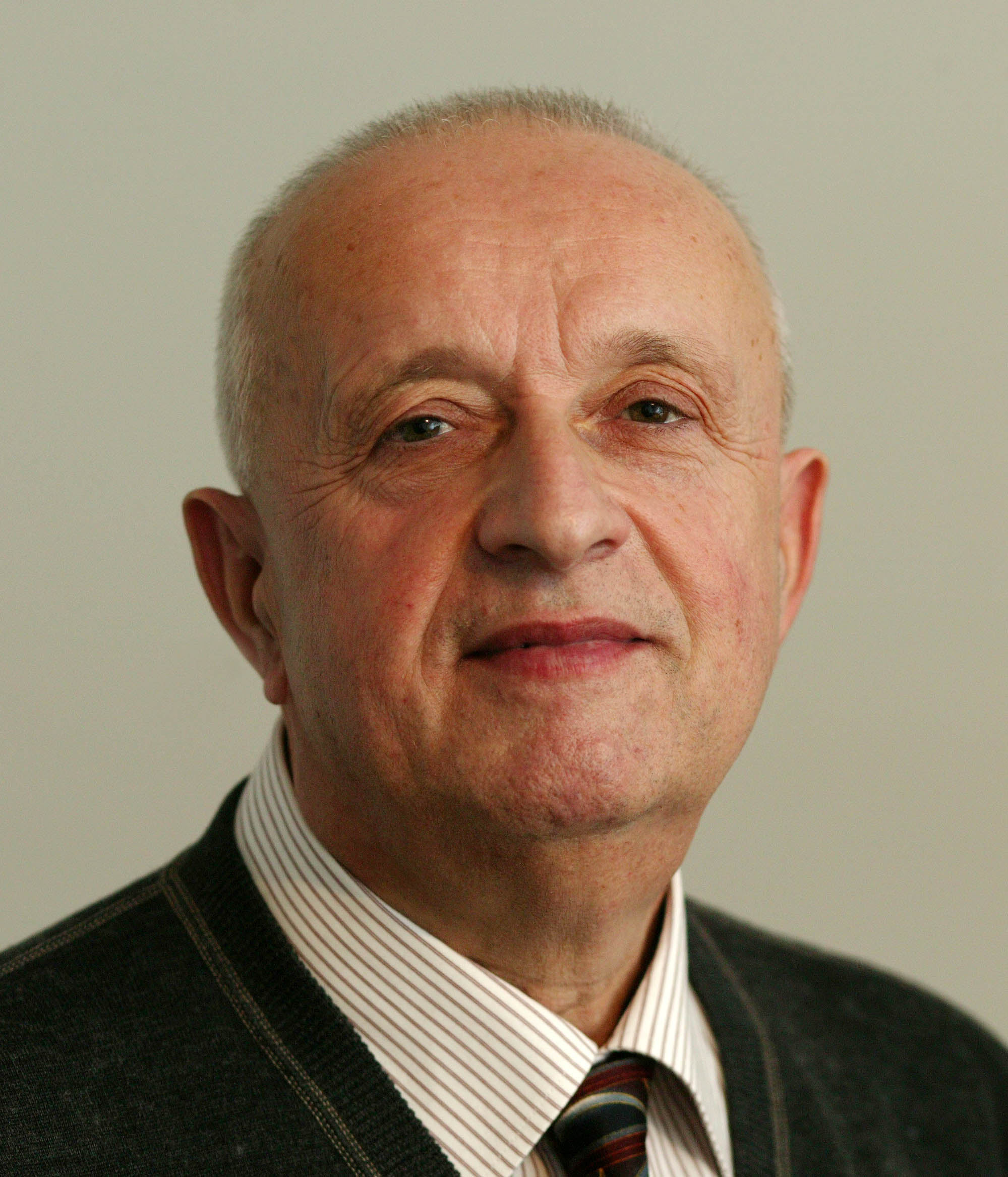
Adalbert Melichar (2004)

Adalbert Melichar (* 11. Oktober 1942 in Fischamend) ist ein österreichischer Buchautor, Journalist, Erwachsenenbildner und Kulturamtsdirektor im Ruhestand.

## Leben
Adalbert Melichar wurde in Fischamend als Sohn von Ferdinand und Aloisia Melichar geboren. 1959 schloss er eine Lehre als Elektrotechniker mit der Facharbeiterprüfung ab.
Zwischen 1960 und 2002 war Melichar im öffentlichen Dienst der Marktgemeinde Fischamend tätig und ist Kulturamtsdirektor im Ruhestand. Nebenberuflich absolvierte er die Abendhandelsschule, ein Journalistenpraktikum und die Beamtenaufstiegsprüfung. Im Jahre 1970 eröffnete er unter Bürgermeister Matthias Setzer die Gemeindebücherei für Fischamend, die heutige Stadtbibliothek und Mediencenter, gründete den Kulturkreis Fischamend und 1997 die Volkshochschule Fischamend, in deren Folge gründete er auch den Arbeitskreis für Luftfahrtsgeschichte.
Seit 1974 ist Melichar Lehrgangsleiter, Fachreferent und Trainer am Bundesinstitut für Erwachsenenbildung in Strobl am Wolfgangsee in der Ausbildung von ehrenamtlichen Bibliothekaren tätig. Er ist langjähriges Vorstandsmitglied des N.Ö. Bildungs- und Heimatwerkes, zuletzt als Vorstandsdirektor, und Chefredakteur des Fischamender Stadtboten.

## Auszeichnungen
- 1986: Silbernes Verdienstzeichen der Republik Österreich
- 1996: Silbernes Ehrenzeichen für Verdienste um das Bundesland Niederösterreich
- 1999: Silberne Ehrennadel der Stadt Fischamend, Berufstitel Professor
- 2001: Luitpold Stern Literaturpreis
- 2004: Niederösterreichischer Wissenschaftspreis (Würdigungspreis) für Erwachsenenbildung[3]
- 2007: Goldenes Ehrenzeichen für Verdienste um das Bundesland Niederösterreich
- 2009: Ehrenzeichen des Landesverbandes der NÖ Volkshochschulen
- 2012: Goldene Ehrennadel der Stadtgemeinde Fischamend[4]
- Goldene Ehrenmedaille des NÖ Bildungs- und Heimatwerkes
- Bundes-Ehrenzeichen für besondere ehrenamtliche Leistungen und Verdienste für die Erwachsenenbildung
- Ehrenring der Stadtgemeinde Fischamend[5] (2022)

## Sonstiges/Nebentätigkeiten
- Vorstandsmitglied im Büchereiverband Österreichs
- Mitglied im Landesvorstand der Niederösterreichischen Volkshochschulen
- Ehrenvorsitzender des Landesverbandes Niederösterreichischer Bibliotheken
- Vorsitzender des FORUM 11 am Flughafen Wien-Schwechat[6]

## Werke
- Verschüttet, versteckt, verschickt : Die Generation „Umbruch“ erinnert sich. Weitra : Verlag Bibliothek der Provinz. 2015. ISBN 978-3-99028-521-3
- Dörfler, Marktler, Städter – Fischamend. Aus dem Tagebuch einer kleinen Stadt 1990–2010. Fischamender Fotogeschichte(n), Band 7. Stadtgemeinde Fischamend 2012
- Fischamend zwischen den Zeiten. Herbert Kugler, Adalbert Melichar (Hrsg.). Verlag Heimatmuseum Fischamend 2011
- Volksbelehrung, Volksverführung, Volksbildung : Bücher & Bibliotheken – ein Spiegelbild ihrer Zeit. Weitra : Publ. P No 1, Bibliothek der Provinz. 2009. ISBN 978-3-85252-869-4
- Luftfahren unterm Doppeladler, Ballonfahrer, Luftschiffer und Aviatiker – Die k.u.k. Militäraeronautische Zentralanstalt Fischamend und ihre bewegte Geschichte ab dem Jahre 1909. NP. 2009. ISBN 978-3-200-01407-7
- Fly Society–Prominenz aus aller Welt am Flughafen Wien 1955–2005, Fotobildband (mit Hans J. Mayer). St. Pölten, Salzburg : NP. 2005. ISBN 3-85326-380-1
- Bründllacke, Rosenhügel & die flotten Fischamender Leut – zwei Jahrzehnte Fischamend gelebt, geliebt und geknipst 1970–1990. Verlag Stadtgemeinde Fischamend 1999
- Fischamend, Vischagemunde wie es früher einmal war. Verlag Stadtgemeinde Fischamend 1997
- Rathaus, Schulhaus, Pfarrhaus und die Parteihäuser. Verlag Stadtgemeinde Fischamend 1995
- Postler, Polizisten, Feuerwehr und das Glück im Unglück. Verlag Stadtgemeinde Fischamend 1995
- Bomben, Polenta & bessere Zeiten – ein Fotogeschichte(n)-Buch. Stadtgemeinde Fischamend, Band 1. Verlag Stadtgemeinde Fischamend 1989
- Pendler, Baraber und die Geschäftsleut – ein Fotogeschichte(n)-Buch. Stadtgemeinde Fischamend, Band 2. Verlag Stadtgemeinde Fischamend 1990
- Kinoträume, Boogieträume, Freizeitträume – ein Fotogeschichte(n)-Buch. Stadtgemeinde Fischamend, Band 2. Verlag Stadtgemeinde Fischamend 1991